# 小行星13250
小行星13250（13250 Danieladucato）是一颗绕太阳运转的小行星，为主小行星带小行星。该小行星于1998年7月发现。

## 轨道参数
小行星13250的轨道半长轴为2.2296204 UA，离心率为0.133。